# San Marcello Piteglio
San Marcello Piteglio è un comune italiano sparso di 7 459 abitanti nella provincia di Pistoia in Toscana. È stato istituito il 1º gennaio 2017 dalla fusione dei comuni di San Marcello Pistoiese e Piteglio.

## Geografia fisica

### Territorio
- Classificazione sismica: zona 2 (sismicità media), Ordinanza PCM 3274 del 20/03/2003
- Profilo altitudinale: 342 m.s.l.m. (min); 1881 m.s.l.m. (max)

### Clima
- Classificazione climatica: zona E, 2813 GG
- Diffusività atmosferica: bassa, Ibimet CNR 2002

## Storia

### Simboli
Lo stemma e il gonfalone del comune di San Marcello Piteglio sono stati concessi con decreto del presidente della Repubblica del 24 ottobre 2018.
Il gonfalone è un drappo di bianco, bordato d'azzurro.

## Monumenti e luoghi d'interesse

### Architetture religiose
- Chiesa di Santa Caterina: la chiesa fu costruita nel secolo XVII e inaugurata nel 1709 dal vescovo Carlo Visdomini Cortigiani.
- Propositura di San Marcello: subì notevoli modifiche strutturali nel 1788 da parte del vescovo di Pistoia e Prato, Scipione de' Ricci. Lo stesso vescovo aveva elevato la chiesa da pieve a propositura nell'anno 1784.
- Oratorio di San Rocco: costruito in omaggio al santo che salvò il paese dalla peste nel 1629-1630, è proprietà di privati.
- Cappella dello Spedale: costruita negli anni sessanta, attigua all'ex ospedale "Lorenzo Pacini", via Massimo D'Azeglio. Sostituisce la vecchia cappellina, posta all'interno del nosocomio, trasformata successivamente in ambulatorio medico.
- Chiesa di San Biagio a Mammiano
- Chiesa di San Miniato a Calamecca
- Chiesa di Santa Maria a Crespole
- Pieve della Santissima Annunziata (Pieve vecchia)
- Pieve di Santa Maria Assunta a Piteglio
- Santa Maria Assunta in Lizzano Pistoiese
- Pieve di Santa Maria Assunta a Popiglio, tardoromanica
- Chiesa di San Lorenzo a Spignana

### Architetture civili
- Ponte sospeso di San Marcello Pistoiese (costruito nel 1922 è lungo 227 metri, si trova a Mammiano Basso - Le Ferriere).
- Edificio dell'ex Conservatorio femminile leopoldino di Santa Caterina, prossimo alla piazza centrale (il tetto è parzialmente crollato). Fino agli anni Cinquanta il Conservatorio ospitava le scuole elementari, medie e di avviamento professionale.
- Ospedale intitolato al mecenate di Mammiano Lorenzo Pacini che fu costruito con i suoi lasciti ereditari. L'edificio conserva ancora la facciata ottocentesca.
- Palazzo del Comune, ristrutturato in stile neo-rinascimentale alla fine del 1800.
- La Loggia, situata nella piazza centrale Giacomo Matteotti, eretta nel 1784 dal granduca Pietro Leopoldo I per viandanti e mercanti.
- Palazzo Bucelli, affaccia sulla piazza centrale posto frontalmente alla Loggia ed accanto alla biblioteca comunale. È stato proprietà di un'importante famiglia di Spignana
- Piccolo palazzo, anticamente detto "di mezzalancia" in via Roma, ove Francesco Ferrucci tenne l'ultimo consiglio di guerra il 3 agosto 1530.
- Fontana in pietra serena risalente al XVI secolo con proporzioni monumentali. È ubicata in piazzetta Port'Arsa, inizio via Roma.
- Palazzo del museo ferrucciano a Gavinana. Fu inaugurato nel 1931 in un edificio settecentesco ubicato nella piazza centrale.
- Palazzo cinquecentesco di proprietà della famiglia Dazzi ricostruito da Cosimo Cini nel secolo XIX.
- Ponte di Castruccio Castracani (1281-1328), condottiero ghibellino e Duca di Lucca. Il ponte fu costruito in località "Lolle" sul fiume Lima con una volta a tutto sesto.
- Teatro Mascagni di Popiglio, costruito alla fine del 1800 è stato ricavato in un antico fabbricato della famiglia Benedetti, posto nel centro del paese.
- Osservatorio Astronomico di Pian de' Termini
- Villa Medicea Pallestrini-Tondinelli, tenuta di caccia dei granduchi di toscana presso Vizzaneta

### Architetture militari
- Castel di Mura, fondamentale struttura militare per la difesa del comune di Pistoia. È stata sede del Capitanato della Montagna
- Torri di Popiglio. Prima testimonianza del sistema difensivo della Montagna superiore, evoluzione di un precedente accampamento romano

### Aree naturali e Parchi
- Parco Farina Cini: Grande parco, in parte giardino all'inglese e in parte all'italiana. Fu utilizzato per tanti anni dalla popolazione, grazie alla famiglia proprietaria Farina Cini. Adesso è in stato di degrado.
- Parco Lodolo: parco comprendente la chiesa di San Rocco, confinante in parte con la strada regionale n. 66 e in parte con la zona di "S. Chiesuri" (attualmente chiuso).
- Giardino pubblico Severmino, intitolato nel 2015 al grande direttore di orchestra Francesco Molinari Pradelli, un tempo frequentatore estivo del paese di San Marcello. Il giardino confina con la suddetta strada regionale n. 66 e con il campo sportivo.
- Grotta di Macereti posta sulla strada provinciale Lizzanese nel tratto San Marcello-Spignana. Nel romanzo del 1841 di Massimo d'Azeglio Niccolò dè Lapi, ambientato all'epoca dei Medici del XVI secolo, si narra che la figlia di Niccolò, Lisa dè Lapi, trovò rifugio nella grotta di Macereti, ove poi morì e fu sepolta dalla pietà popolare nel camposanto di San Marcello. Prima dell'ultima guerra una targa, messa dal fascismo e posta sopra l'ingresso della grotta, ricordava il fatto.
- Foresta del Teso, costituita da faggi, castagni ed abeti. Vi è pure una felce rarissima citata alcuni anni fa dal quotidiano americano New York Times.[senza fonte]
- Macchia Antonini
- Sorgenti del Reno a Prunetta

## Cultura

### Lingua
- Il termine dialettale proprio della Val di Lima nella Montagna pistoiese il mirtillo viene chiamato "Piuro"

### Cucina
- Necci di Piteglio
- Panatino di San Marcello e Lizzano

## Società

### Evoluzione demografica
Abitanti censiti

### Tradizioni e folclore
- Cantar Maggio
- Pallone di Santa Celestina
- Rievocazione della Battaglia di Gavinana
- Lanciole Medievale
- Befanata

## Geografia antropica

### Borghi principali
- Bardalone
- Calamecca
- Campo Tizzoro
- Crespole
- Gavinana
- La Lima
- Lanciole
- Lancisa
- Limestre
- Lizzano Pistoiese
- Lolle
- Macchia Antonini
- Mammiano
- Mammiano Basso
- Maresca
- Piteglio
- Pontepetri
- Popiglio
- Prataccio
- Prunetta
- San Marcello Pistoiese (sede comunale)
- Spignana
- Vizzaneta

### Altre località del territorio
Tra le numerose borgate del territorio comunale si ricordano: Campo Magno, Capanne di Sopra, Capanne di Sotto, Casa di Monte, Cecafumo, Il Poggetto, La Colonna, L'Aiale, Affrico, La Valle, La Macava, Migliorini, Oppio, Pian del Meo, Piantaglio, Pratale, San Vito, Tafoni, Ponte Firenzuola.

## Relazioni esterne

### Gemellaggi
- La Guera
- Saône
- Saint-Martin-du-Tertre, dal 1987

#### Patti di amicizia
- Lakota
- Comunità di Bin Enzaran, Saharawi

## Amministrazione
| Periodo         | Periodo        | Primo cittadino    | Partito      | Carica                  | Note  |
| --------------- | -------------- | ------------------ | ------------ | ----------------------- | ----- |
| 1º gennaio 2017 | 12 giugno 2017 | Giuseppina Cassone |              | commissario prefettizio | [ 6 ] |
| 12 giugno 2017  | in carica      | Luca Marmo         | Lista civica | Sindaco                 | [ 6 ] |